# بیلی اشکرافت
بیلی اشکرافت (انگلیسی: Billy Ashcroft؛ زادهٔ ۱ اکتبر ۱۹۵۲) بازیکن فوتبال اهل بریتانیا است.
از باشگاه‌هایی که در آن بازی کرده‌است می‌توان به باشگاه فوتبال میدلزبرو، باشگاه فوتبال توئنته، باشگاه فوتبال ترانمره راورز، و باشگاه فوتبال ورکسام اشاره کرد.